# Ernst Monhaupt
Eberhard Franz Ernst Friedrich Monhaupt (* 11. April 1775 in Minden; † 17. Februar 1835 in Berlin) war ein preußischer Generalleutnant, der als ein Wegbereiter der reitenden Artillerie gilt.

## Leben

### Herkunft
Seine Eltern waren Johann Daniel Friedrich Monhaupt (* 16. März 1731; † 10. Februar 1783) und dessen Ehefrau Henriette, geborene Schlichting. Sein Vater war Regimentsfeldscher des Infanterie-Regiments Nr. 41.

### Militärkarriere
Monhaupt kam am 1. Mai 1790 zum Feldartilleriekorps der Preußischen Armee. Im Ersten Koalitionskrieg kämpfte er in der Schlacht bei Kaiserslautern und den Gefechten bei Glambach und Schierhöhle. Am 1. Mai 1796 kam er als Sekondeleutnant zur reitenden Artillerie. Im Vierten Koalitionskrieg kämpfte Monhaupt in der Schlacht bei Jena und geriet im Gefecht bei Ratekau in Gefangenschaft. Nach dem Krieg 1807 wurde er mit Halbsold inaktiv gestellt.
Wiederangestellt wurde Monhaupt am 29. Juli 1810 und kam dann als Premierleutnant in die Brandenburgische Artillerie-Brigade. Am 12. Oktober 1810 wurde er zum Chef des reitenden Artilleriekompanie der Brigade ernannt. Monhaupt erhielt am 12. Oktober 1812 als Stabskapitän seinen Abschied, um sich in russischem Dienste der russisch-deutschen Legion anzuschließen. Dort organisierte er weitgehend selbstständig die Artillerie, da es an Offizieren und auch Ausbildern mangelte. Im Jahr 1813 wurde er Major und Befehlshaber beider reitenden Batterien. Während der Befreiungskriege kämpfte er im Gefecht an der Göhrde, bei Wavre sowie in der Schlacht bei Ligny. Am 2. Februar 1814 wurde er zum Oberst befördert.
Am 16. März 1815 kehrte Monhaupt wieder in preußische Dienste zurück und wurde zum Kommandeur der Brandenburgischen Artilleriebrigade ernannt. Am 2. Oktober 1815 erhielt er das Eiserne Kreuz II. Klasse. Am 10. Dezember 1817 bekam er den russischen Orden der Heiligen Anna II. Klasse und am 4. September 1825 den Roten Adlerorden III. Klasse sowie das Dienstkreuz. Am 30. März 1829 wurde Monhaupt zum Generalmajor befördert und als Kommandant in die Festung Wesel versetzt. Im Jahr darauf erhielt er am 18. Januar 1830 die Schleife zum Roten Adlerorden III. Klasse. Am 24. Mai 1835 bekam Monhaupt mit der gesetzlichen Pension und dem Charakter als Generalleutnant seinen Abschied. Er ging nach Berlin, wo er am 17. Februar 1835 starb und am 23. Februar 1835 auf dem Garnisonfriedhof beigesetzt wurde.
Im Jahr 1826 schrieb der Inspekteur der Artillerie Prinz August von Preußen: „Mit guten natürlichen Anlagen verbindet er einige militärische Kenntnisse und versteht recht gut den Dienst der reitenden Artillerie. Außer mehreren Dienstfehlern ist er in 18 Monaten zweimal vom König und einmal durch ein Kriegsgericht bestraft und wegen dienstwiedrigen Benehmens in der Benehmens in der Beförderung übergangen worden. Er besitzt nur sehr einseitige Ansichten, ihm fehlt unbedingter Gehorsam und Zuverlässigkeit. Sowohl nach seiner eigenen, als denen Zeugnissen seines Arztes, wird er zuweilen durch Krankheit gehindert, anhaltend zu denken. Seit einiger Zeit ist er häufig krank, und es ist daher sehr zweifelhaft, ob er noch felddienstfähig ist.“

### Familie
Monhaupt heiratete am 30. März 1805 in Berlin Karoline Friederike Theodora Goenner (* 18. Oktober 1786; † 5. März 1812), eine Tochter des Professors der Medizin Goenner. Das Paar hatte mehrere Kinder:
- Karl Theodor (* 2. Juli 1807), Auskulator bei Kammergericht
- Pauline Henriette Karoline Luise Elisabeth (* 21. Februar 1810; † 21. September 1810)
- Wilhelmine Henriette Karoline Pauline (* 2. November 1811) ⚭ Viktor Wichura

## Schriften
- Die reitende Artillerie, was sie ist, sein sollte und sein Könnte. 1818.
- Das System der reitenden Artillerie. In: Militär-Literatur-Zeitung. Band 4, 1823.
- System der Feldartillerie zu Fuss. 1825, Digitalisat
- Über den Gebrauch der reitenden Artillerie. 1836, Digitalisat
- Taktik der reitenden Artillerie. 1837, Digitalisat
- Die reitende Artillerie im Kavalleriegefecht. In: Militär-Literatur-Zeitung. Band 29, 1839, S. 3.